# Solarització per radiació
La solarització per radiació és un fenomen físic pel qual un material sofreix un canvi temporal o permanent en el seu color o la seva transparència com a conseqüència d'haver estat sotmès a una irradiació electromagnètica d'alta energia, com la llum ultraviolada (UV), els raigs X o la radiació gamma. El vidre i molts plàstics transparents, quan se sotmeten a aquest efecte de la radiació X, poden prendre un color ambre o verdós, i àdhuc altres colors. El vidre pot tornar-se blavós després d'una perllongada exposició a la radiació solar en el desert.
Es creu que aquest procés pot ser causat per la formació de defectes interns anomenats centres de color que, selectivament, absorbeixen porcions de l'espectre de la llum visible.
La solarització per radiació pot també produir una degradació permanent de les propietats físiques i mecàniques del material, i és un dels mecanismes que causen fallades i trencaments en els plàstics que sofreixen una exposició perllongada a la intempèrie.

## Altres usos
L'expressió solarització per radiació també s'utilitza per descriure l'esterilització del sòl a sembrar, o de materials vegetals o aliments, mitjançant l'escalfament del material, de vegades col·locat a l'interior d'una borsa plàstica. En aquest cas la radiació provinent del Sol o d'irradiants infrarojos (IR) es converteix en calor, per absorció. Si la temperatura del material supera els 60 °C, serà suficient per matar la majoria dels gèrmens patògens. La llum ultraviolada del Sol és també un bon germicida, però si el material està dins d'un recipient de vidre o d'una borsa plàstica, encara que siguin transparents a la llum visible, moltes vegades seran opacs a la radiació UV, la que en ser absorbida abans que aconsegueixi el material a esterilitzar, només contribuirà amb un lleu augment de la temperatura.